# الکسی کماروف
الکسی کماروف (روسی: Алексей Филиппович Комаров؛ ۱۰ december ۱۹۲۱ – ۱۰ مهٔ ۲۰۱۳) قایقران روئینگ اهل اتحاد جماهیر شوروی سوسیالیستی بود.
وی در مسابقات کشوری و بین‌المللی در مجموع برندهٔ ۳ مدال طلا، ۱ مدال نقره شده‌است.